# Principio Coulter

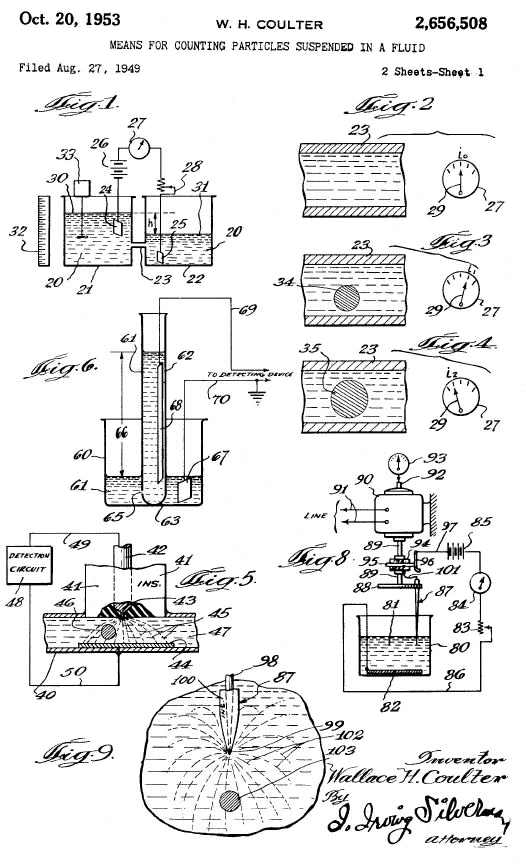
El inventor Wallace Coulter patentó varias aplicaciones diferentes del Principio Coulter. Imagen tomada de la patente de Estados Unidos #2,656,508.

El término principio Coulter hace referencia al uso de un campo eléctrico para contar y dimensionar partículas que se encuentran en suspensión en un líquido conductor. La frase fue acuñada cuando Wallace H. Coulter obtuvo la Patente de EE. UU. # 2,656,508, bajo el título Medios para contar partículas suspendidas en un fluido. El principio Coulter tiene su principal aplicación en los Contadores Coulter®, que son instrumentos diseñados para realizar una tarea específica tal como el recuento de células sanguíneas. Sin embargo, existen muchas otras implementaciones prácticas del principio Coulter. Varias de estas aplicaciones han sido puestas en práctica, algunas con éxito comercial, y algunas exclusivamente para la investigación académica. Hasta la fecha, la aplicación de mayor éxito comercial del principio Coulter es en hematología, donde se utiliza para obtener información acerca de las células sanguíneas de pacientes. Si bien el principio de Coulter y los contadores Coulter han aparecido en miles de artículos de investigación durante las últimas cinco décadas, la mayoría de las personas desconocen su existencia a menos que hayan tenido una experiencia personal con este tipo de contadores en un entorno de laboratorio.

## Descripción general del principio

Principio Coulter. El aumento transitorio en la Impedancia a través del canal por el que circula una corriente eléctrica es proporcional al volumen ocupado en cada instante de tiempo por la partícula que lo atraviesa. O en otras palabras, el volumen de la partícula es proporcional al área bajo la curva de R vs T.

El principio Coulter se apoya en el hecho de que partículas moviéndose en un campo eléctrico causan disturbios mensurables en ese campo. La magnitud de estos disturbios son proporcionales al tamaño de las partículas inmersas en el campo. Coulter identificó varios requerimientos necesarios para la aplicación práctica de este fenómeno. Primero, consideró que las partículas deberían encontrarse suspendidas en un líquido conductor. Segundo, que el campo eléctrico debería encontrarse físicamente restringido, de modo que el movimiento de las partículas sumergidas en el campo causaran cambios detectables en la corriente. Y finalmente, que las partículas debían encontrarse lo suficientemente diluidas como para atravesar una a la vez la región de restricción física, previniendo de esta manera un artefacto conocido como coincidencia.
En líneas generales el principio Coulter indica una partícula que es forzada a atravesar un orificio, por el que circula una corriente eléctrica, produce un cambio en la impedancia a través del orificio que es proporcional al volumen de la partícula que está atravesando ese orificio. Este pulso en la impedancia se origina por el desplazamiento de electrolito causado por la partícula, ya que en las soluciones electrolítcas la carga es transportada por los iones disueltos, y estos encuentran un impedimento a circular cuando una partícula obstruye parcialmente la abertura.

### Implementaciones típicas
Aunque el principio Coulter puede ser implementado en una variedad de diseños, existen dos que han resultado los más relevantes comercialmente. Estas dos implementaciones son conocidas como formato de apertura y formato de flujo de células. La figura de arriba muestra varias otras geometrías que Coulter también patentó.

### Formato de apertura

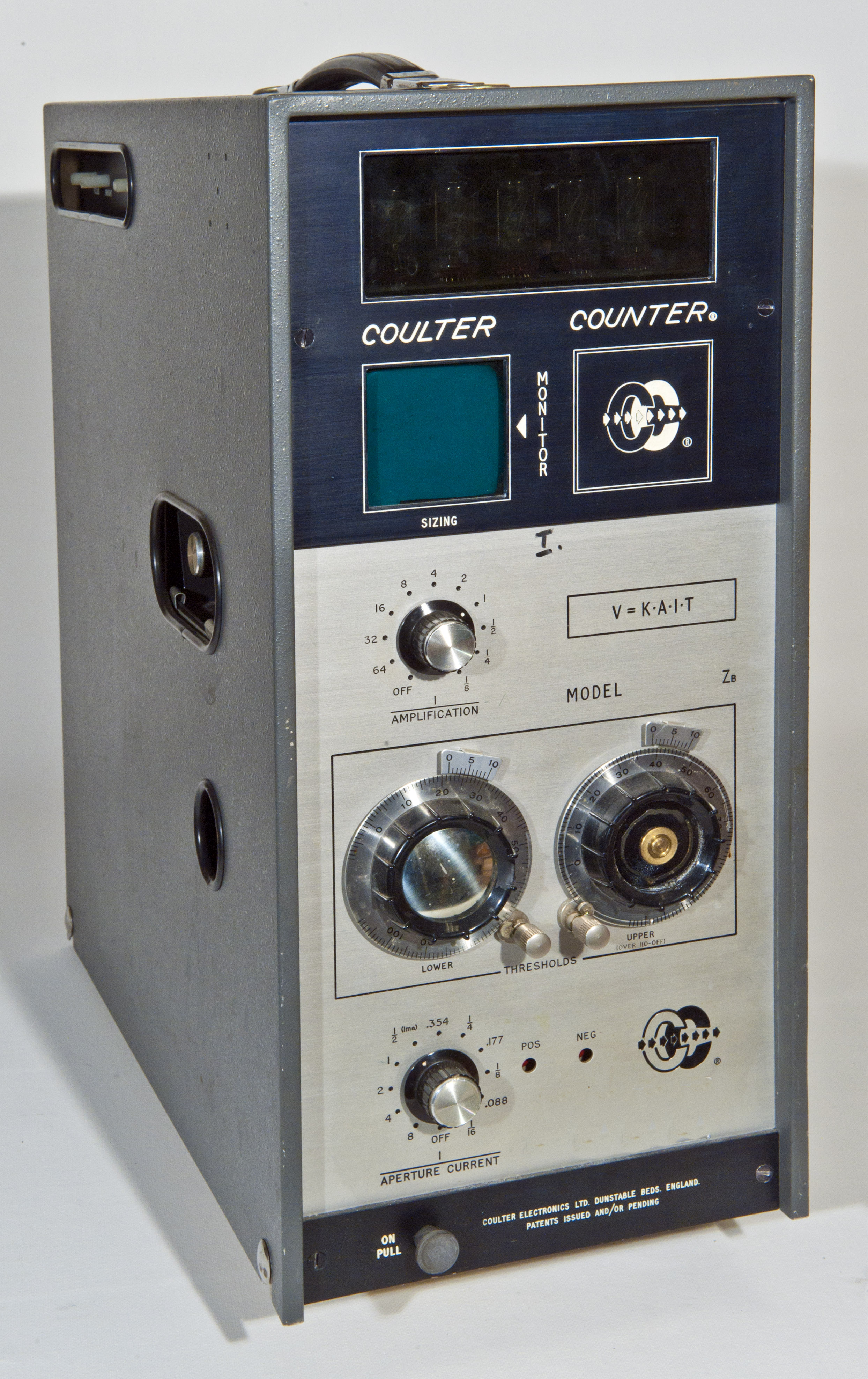
Contador Coulter de Coulter Electronics Ltd.

El formato de apertura es el que se utiliza en la mayoría de los contadores Coulter. En esta disposición, se practica un orificio de tamaño definido (usualmente en el rango de 10-100 micrómetros de diámetro) en un pequeño disco de zafiro. La lámina que contiene el disco con la apertura se coloca luego obturando un orificio en un tubo de vidrio que hace las veces de segunda cámara del contador. El producto de este proceso es comúnmente conocido como tubo de apertura. En su disposición final, el tubo de apertura se sumerge en otro recipiente que contiene la solución de partículas de modo que la lámina con el orificio de apertura queda completamente sumergida en la solución y el tubo puede llenarse de líquido. Los electrodos se colocan dentro y fuera del tubo de apertura, lo que permite medir la corriente que circula a través de la abertura. Se utiliza una bomba de vacío para crear un vacío parcial en la boca del tubo de apertura, lo que obliga al líquido a moverse desde la cámara exterior hacia el tubo atravesando el orificio. Los datos resultantes se recogen grabando los pulsos eléctricos generados cuando las partículas atraviesan la abertura.
Aunque la disposición básica del formato de apertura es consistente en todos los contadores Coulter, la cantidad y calidad de los datos obtenidos varían en gran medida en función del circuito de procesamiento de señal implementado. Por ejemplo, los amplificadores de muy bajo ruido y gran rango dinámico son capaces de incrementar en gran medida la sensibilidad del sistema. De manera similar, los analizadores digitales de altura de pulso con anchos de caja variables proveen una resolución mucho mayor que sus homólogos analógicos. Además, al combinar un contador Coulter con un sistema computacional, es posible capturar muchas otras características del pulso, mientras que los contadores analógicos por lo general almacenan mucha menos información sobre cada pulso.

### Formato de flujo de células
Este tipo de formato es el que más comúnmente se emplea en los instrumentos hematológicos y en algunos tipos de citómetros de flujo, en este formato los electrodos se encuentran unidos a cada uno de los extremos del canal de flujo y el campo eléctrico es aplicado a través del canal. Este formato posee varias ventajas con respecto al formato de apertura. Este arreglo permite un análisis de muestras continuo, mientras que el formato de apertura sirve únicamente para procesamientos de una muestra a la vez. Es más el uso de un formato de flujo de células permite la adición de un mecanismo que facilite el flujo laminar dentro del canal, lo cual permite mantener a las partículas a ser medidas circulando exactamente por el centro del mismo (Este mecanismo es llamado a veces enfoque hidrodinámico). La utilización de canales con flujo laminar previene muchos de los fenómenos que alteran las mediciones en un formato de apertura tal como el fenómeno de coincidencia, y además permite implementar varias mediciones simultáneas, por ejemplo al iluminar la partícula simultáneamente con luz láser. Las mayores desventajas del formato de flujo de células es que resulta mucho más costoso de fabricar y típicamente se encuentra limitado a un único tamaño de canal, mientras que el formato de apertura ofrece una variedad de tamaños de orificio diferentes.

## Consideraciones experimentales

### Coincidencia
Se pueden producir pulsos eléctricos anómalos si la concentración de la muestra es tan alta que existe la posibilidad de que varias partículas entren a la apertura simultáneamente. Esta situación se conoce como coincidencia. El problema surge de la imposibilidad de asegurar que un único pulso de gran tamaño sea el resultado de una única partícula grande o de múltiples partículas de pequeño tamaño entrando a la apertura simultáneamente. Para evitar esta situación por lo general se hace una dilución previa de las muestras.

### Trayectoria de la partícula
La forma del pulso eléctrico generado varía con la trayectoria que sigue la partícula al atravesar la apertura. Se pueden producir artefactos debido a que la densidad del campo eléctrico no es uniforme a lo largo del diámetro de la apertura. Es por eso que la trayectoria de la partícula a través del campo eléctrico impacta en la forma del pulso eléctrico generado. Esta variación es el resultado de la constricción física del campo y del hecho de que la velocidad del líquido varía en función de su localización radial en la apertura. En el formato del flujo de células, este efecto se minimiza ya que el flujo laminar asegura que cada partícula simple describa casi el mismo camino a través del canal de flujo. El los formatos de apertura, se utilizan algoritmos de procesamiento de señal para corregir los artefactos surgidos de la trayectoria de la partícula.

### Partículas conductivas
Las partículas conductoras son un problema teórico común para quienes consideran hacer uso del principio Coulter. Si bien este tema plantea interesantes cuestiones científicas, en la práctica, rara vez afecta los resultados de un experimento. Esto es debido a la diferencia de conductividad entre la mayoría de los materiales conductores y los iones disueltos en el líquido (usualmente referido como potencial de descarga) es tan grande que la mayoría de los materiales conductores actúan como si fueran aislantes al ser medidos en un contador Coulter. La tensión necesaria para romper esta barrera de potencial se conoce como voltaje de ruptura. Para aquellos materiales altamente conductores que presentan un problema, el voltaje utilizado durante un experimento de Coulter se debe reducir por debajo del potencial de ruptura (esto puede ser determinado empíricamente).

### Partículas porosas
El principio Coulter mide el volumen de un objeto, ya que la perturbación en el campo eléctrico es proporcional al volumen de electrólito desplazado de la abertura. Esto da lugar a una cierta confusión entre aquellos que están acostumbrados a las mediciones ópticas bajo microscopio o por medio de otros sistemas que sólo registran dos dimensiones y los límites de un objeto. El principio Coulter, por otro lado mide tres dimensiones y el volumen desplazado por el objeto, no sus límites aparentes. Para salvar estas diferencias resulta muy útil pensar en esponjas, incluso aunque una esponja húmeda puede parecer muy grande, desplaza significativamente menos líquido que un ladrillo macizo de las mismas dimensiones.

### Corriente continua vs corriente alterna
En la mayoría de los contadores Coulter utilizados en los laboratorios de investigación y celulares se utiliza corriente continua. Las mediciones bajo corriente continua son útiles para una gran variedad de partículas y permiten una adquisición y procesamiento de datos más simple. Las mediciones bajo corriente alterna a veces se utilizan en instrumentos de hematología clínica. Esto es debido a la naturaleza particular de las membranas celulares; a  bajas frecuencias (por debajo de 500 kHz), las mediciones bajo corriente alterna y continua se comportan esencialmente de la misma manera. A frecuencias intermedias (500 kHz-6MHZ), la membrana plasmática de las células se polariza, lo que conduce a una disminución de la capacidad de los sistemas de medición. Sin embargo, a altas frecuencias (6-20 MHz), la membrana celular pierde su polarización, comportándose en forma capacitiva, por lo que los impulsos eléctricos proporcionan información sobre el citoplasma de la célula.

## Principales aplicaciones

### Hematología
La aplicación más importante y comercialmente más exitosa del principio Coulter es en la fabricación de contadores hematológicos, donde se utiliza para la caracterización de células sanguíneas. La técnica ha sido utilizada para diagnosticar una gran variedad de enfermedades, y el método de referencia para la obtención del recuento de leucocitos y eritrocitos (ver Hemograma) y de otros parámetros de uso común. Al ser combinado con otras tecnologías tales como la espectrofotometría, marcado fluorescente y dispersión luminosa, permite obtener un perfil muy detallado de las células sanguíneas de un paciente.

### Recuento de células y sus dimensiones
En adición al recuento clínico de células sanguíneas (que típicamente miden entre 6 y 14 μm), el principio Coulter se ha posicionado como el más confiable método de laboratorio para contar una gran variedad de células, yendo desde bacterias (con un tamaño menor a 1 micrómetro) hasta agregados de células vegetales (de más de 1200 micrómetros) pasando por células adiposas (~400 μm) y cuerpos de células totipotenciales embrionarias (~900 μm). La técnica se ha estandarizado hasta tal punto que la ASTM internacional (Antiguamente llamada American Society for Testing and Materials) ha publicado un procedimiento con el título:Standard Test Method for Automated Analyses of Cells-the Electrical Sensing Zone Method of Enumerating and Sizing Single Cell Suspensions

### Caracterización de partículas
El principio coulter ha demostrado ser útil para muchas aplicaciones muy diferentes de los estudios celulares. El hecho de que permite medir partículas individuales, es independiente de cualquier propiedad óptica, resulta extremadamente sensible, y muy reproducible ha permitido aplicarlo a un amplio rango de campos. A modo de ilustración a continuación se detalla una lista de algunos de los métodos que la ASTM ha estandarizado para la utilización del principio Coulter. Nótese la gran variedad de materiales que recoge.

## Historia del invento

### Necesidad de pruebas sanguíneas bajo amenaza nuclear
Wallace H. Coulter descubrió el principio que lleva su nombre a fines de los años 1940, aunque la patente no fue entregada sino hasta el 20 de octubre de 1953. Es importante notar que Coulter se vio profundamente impresionado por las bombas atómicas lanzadas por Estados Unidos sobre Hiroshima y Nagasaki. Estos eventos motivaron a Coulter a simplificar y mejorar los métodos de análisis sanguíneos de modo que grandes poblaciones pudieran ser rápidamente testeadas en caso de guerra nuclear. Parte de los fondos para financiar el proyecto provinieron de una subvención de la Oficina de Investigación Naval. Mientras que otras fuentes a veces refieren una historia en torno al análisis pintura, esto no es apoyado por los hechos históricos o por las personas que vivieron y trabajaron con Coulter lo largo de los años. Recursos autorizados sobre el tema están disponibles en Journal of Laboratory Automation, December 2003. Cytometry volume 10 y en The Coulter Principle: Foundation of An Industry, una serie de DVD por los Laboratorios de Citometría de la Universidad de Purdue.

### Relaciones con la citometría de flujo
El principio Coulter ha jugado un importante papel en el desarrollo del primer seleccionador de células creado, y estuvo involucrado en los primeros tiempos del desarrollo de la citometría de flujo. Incluso en nuestros días, algunos citómetros de flujo utilizan el principio Coulter para proveer información altamente exacta sobre el tamaño y recuento celular. Existe mucha más información disponible sobre este tema en Cytometry volume 10, una serie de DVD producida por los Laboratorios de Citometría de la Universidad de Purdue.